# Граф де Сальватьерра
Граф де Сальватьерра — испанский дворянский титул. Он был создан 20 февраля 1613 года королем Испании Филиппом III для Диего Сармьенто де Сотомайора и Мендосы, сеньора дель Собросо и Сальватьерра.
Диего Сармьенто де Сотомайор и Мендоса был сыном Гарсии Сармьенто де Сотомайор и Нороньи, 4-го сеньора де Собросо и Сальватьерра, и Леонор Сармьенто де Мендосы и Пескеры.
Король Испании Филипп V 10 января 1718 года пожаловал титул гранда Испании Хосе Франсиско Сармьенто де Сотомайору и Веласко, 5-му графу де Сальватьерра, маркизу дель Собросо и графа де Пье-де-Конча.
Название графского титула происходит от названия муниципалитета Сальватьерра-де-Миньо, провинция Понтеведра, автономное сообщество Галисия.

## Графы де Сальватьерра

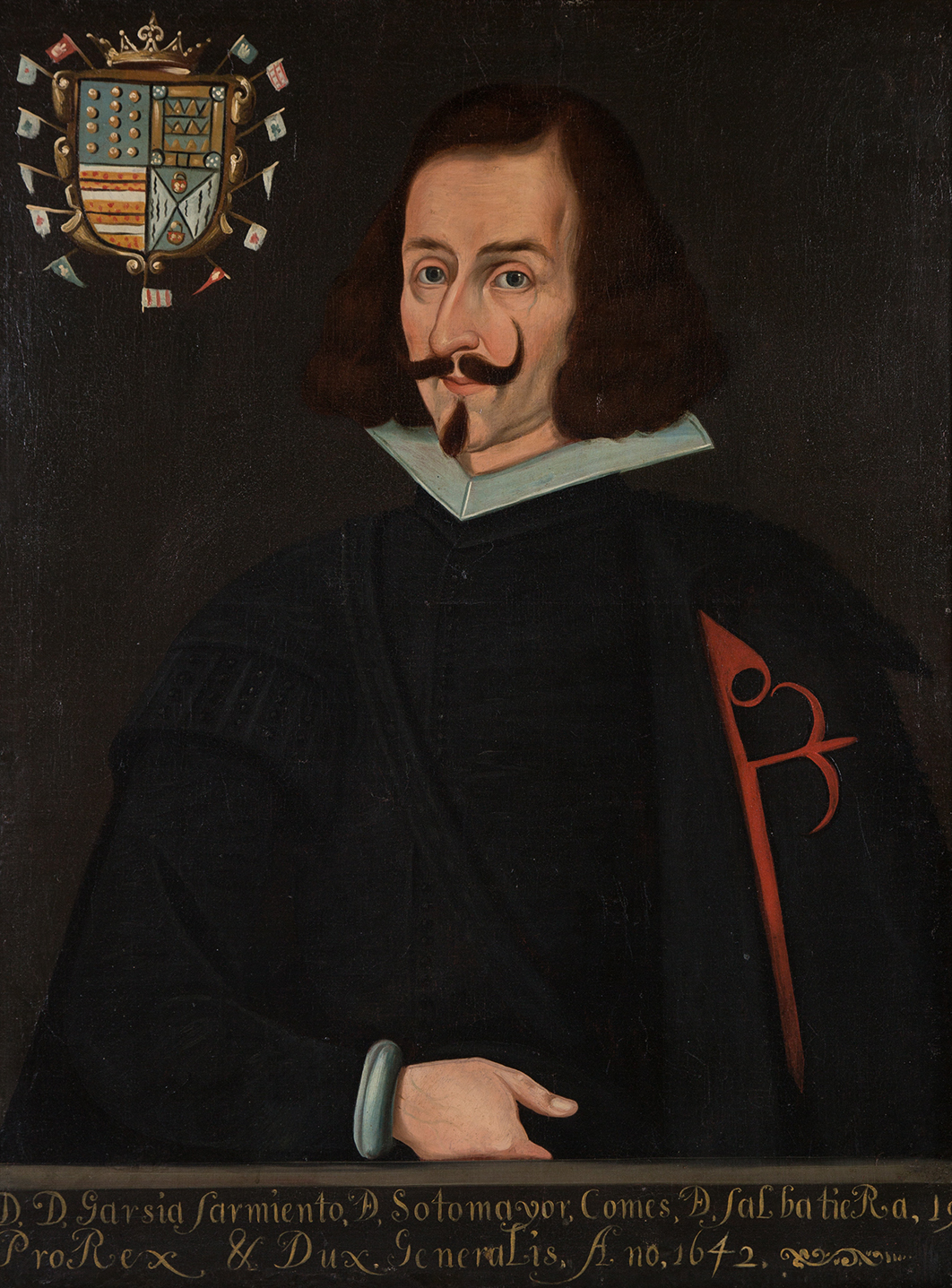
Гарсиа Сармьенто де Сотомайор (1595—1659), 2-й граф де Сальватьерра, 1-й маркиз дель Собросо, вице-король Новой Испании и вице-король Перу.

|                                              | Титул                                                                   | Период                                       |
| Креация создана королем Испании Филиппом III | Креация создана королем Испании Филиппом III                            | Креация создана королем Испании Филиппом III |
| -------------------------------------------- | ----------------------------------------------------------------------- | -------------------------------------------- |
| I                                            | Диего Сармьенто де Сотомайор и Мендоса                                  | 1613-1618                                    |
| II                                           | Гарсия Сармьенто де Сотомайор и Луна                                    | 1618-1659                                    |
| III                                          | Диего Сармьенто де Сотомайор и Луна                                     | 1659-1675                                    |
| IV                                           | Хосе Сальвадор Сармьенто и Исаси                                        | 1675-1681                                    |
| V                                            | Хосе Франсиско Сармьенто де Сотомайор и Веласко                         | 1681-1725                                    |
| VI                                           | Анна Сармьенто де Кордова                                               | 1725-1770                                    |
| VII                                          | Хосе Мария Фернандес де Кордова и Сармьенто де Сотомайор                | 1770-1806                                    |
| VIII                                         | Хуана Непомуцена Фернандес де Кордова Вильярроэль и Спинола де ла Серда | 1806-1808                                    |
| IX                                           | Агустин де Сильва и Бернуй Фернандес де Ихар                            | 1808-1872                                    |
| X                                            | Андрес Авелино де Сильва и Фернандес де Кордова                         | 1872-1885                                    |
| XI                                           | Альфонсо де Сильва и Кэмпбелл                                           | 1885-1930                                    |
| XII                                          | Альфонсо де Сильва и Фернандес де Кордова                               | 1930-1955                                    |
| XIII                                         | Каэтана Фитц-Джеймс Стюарт и Сильва                                     | 1955-1994                                    |
| XIV                                          | Каэтано Мартинес де Ирухо и Фитц-Джеймс Стюарт                          | 1994 — настоящее время                       |

## История графов де Сальватьерра
- Диего Сармьенто де Сотомайор и Мендоса[исп.] (ок. 1570—1618), 1-й граф де Сальватьерра, сеньор дель Собросо и де Сальватьерра.

1. Супруга — Леонор де Луна и Энрике де Альманса[исп.], дочь 7-го сеньора де Фуэнтидуэнья. Ему наследовал их старший сын:

- Гарсия Сармьенто де Сотомайор и Луна (1595—1659), 2-й граф де Сальватьерра, 1-й маркиз дель-Собросо[исп.], вице-король Новой Испании (1642—1648) и вице-король Перу (1648—1655). Бездетен, ему наследовал его младший брат:

- Диего Сармьенто де Сотомайор и Луна († 1675), 3-й граф де Сальватьерра, 2-й маркиз дель-Собросо.

1. Супруга — Хуана де Исаси и Бонифас, 2-я графиня де Пье-де-Конча. Ему наследовал их сын:

- Хосе Сальвадор Сармьенто и Исаси (1643—1681), 4-й граф де Сальватьерра, 3-й граф де пье-де-Конча. Ему наследовал его сын:

1. Супруга — Мария де Веласко, дочь Франсиско Фернандес де Веласко и Гусман и Каталины Карвахаль и Кобос, 4-й маркизы де Ходар.

- Хосе Франсиско Сармьенто де Сотомайор и Веласко (1681—1725), 5-й граф де Сальватьерра, 4-й маркиз дель Собросо, 4-й граф де Пье-де-Конча.

1. Супруга — Леонор де Суньига, дочь Франсиско де Суньиги и Гусман, 8-го маркиза де Лориана, и Луизы де Суньиги и Давилы, 6-й маркизы де Байдес. Ему наследовала его внучка, дочь его сына Хосе Мануэля Сармьенто и Гусмана и Анны де Кордовы:

- Анна Сармьенто де Кордова (1725—1770), 6-я графиня де Сальватьерра, 5-я маркиза дель Собросо.
  - Супруг — Висенте Фернандес де Кордова и Спинола, сын Николаса Марии Фернандеса де Кордовы и Фигероа, 10-го герцога де Мединасели, 9-го герцога де Ферия, 7-го маркиза де Монтальбан, и Херонимы Спинолы де ла Серды. Ей наследовал их сын:

- Хосе Мария Фернандес де Кордова и Сармьенто де Сотомайор (1747—1806), 7-я графиня де Сальватьерра, 6-я маркиза дель Собросо.

1. Супруга — Синфороса Гонсалес де Кастехон и Сильва, дочь Мартина Мануэля де Кастехона и Давилы, 3-го маркиза де Веламасан, 5-го маркиза де Грамоса, маркиза де Корунья, виконта де лас Вегас-де-Матуте, и Фернанды де Сильвы.
2. Супруга — Мария Антония Фернандес де Вильярроэль и Вильясис, 6-я маркиза де Сан-Висенте-дель-Барко, дочь Педро Антонио Фернандеса де Вильярроэль и Фернандеса де Кордовы, 5-го маркиза де Сан-Висенте-дель-Барко, 4-го маркиза де Фонтиоюэло, виконта де Вильятоките, и Микаэлы де Вильясис и де ла Куэвы, дочери Игнасио Мануэля де Вильясис и Манрике де Лара, 5-го графа лас Амаюэлас, 4-го графа де Пеньяфлор-де-Аргамасилья. Ему наследовала его дочь от второго брака:

- Хуана Непомусена Фернандес де Кордова Вильярроэль и Спинола де ла Серда (1785—1808), 8-я графиня де Сальватьерра, 7-я маркиза де Сан-Висенте-дель-Барко, маркиза де Лориана, 7-я маркиза де Фонтиоюэло, маркиза де Байдес, 10-я маркиза де Ходар, маркиза де ла Пуэбла, маркиза де Вильория, 7-я маркиза дель Собросо, маркиза де Валеро, виконтесса де Вильятоките.

1. Супруг — Хосе Рафаэль де Сильва Фернандес де Ихар и Палафокс (1776—1863), 12-й герцог де Альяга, 12-й герцог де Ихар, 12-й герцог де Лесера, 7-й герцог де Альмасан, 8-й герцог де Бурнонвиль, 9-й маркиз де Орани, маркиз де Альменара, 16-й маркиз де Монтескларос, 5-й маркиз де Рупит, 13-й граф де Пальма-дель-Рио, 18-й граф де Бельчите, 17-й граф де Салинас, 18-й граф де Рибадео, 12-й граф де Вальфогона, 11-й граф де Гимера, 12-й граф де Аранда, 12-й граф де Кастельфлорит, 9-й маркиз де Торрес-де-Арагон, 9-й маркиз де Виланан. Ей наследовал их внук:

- Агустин де Сильва и Бернуй[исп.] (1822—1872), 9-й граф де Сальватьерра, 14-й герцог де Ихар, 14-й герцог де Лесера, 10-й герцог де Бурнонвиль, 8-й маркиз де Сан-Висенте-дель-Барко, 10-й маркиз де Рупит, маркиз де Альменара, маркиз дель Собросо, 17-й граф де Аранда, 13-й граф дле Кастельфлорит, 20-й граф де Рибадео, 19-й граф де Салинас.

1. Супруга — Луиза Фернандес де Кордова, дочь Франсиско де Паула Фернандеса де Кордовы и Лассо де ла Вега, 19-го графа де ла Пуэбла-дель-Маэстре, и Мануэлы де ла Веги де Арагон и Нин де Сатрильяс, маркизы де Пеньяфуэрте. Брак был бездетным. Ему наследовал его дядя:

- Андрес Авелино де Сильва и Фернандес де Кордова (1806—1885), 10-й граф де Сальватьерра, 13-й герцог де Альяга, 14-й маркиз де Альманса, 15-й граф де Пальма-дель-Рио.

1. Супруга — Мария Исабель Каролина де Кэмпбелл. Ему наследовал их сын:

- Альфонсо де Сильва и Кэмпбелл (1848—1930), 11-й граф де Сальватьерра, 15-й герцог де Ихар, 14-й герцог де Альяга, 9-й маркиз де Сан-Висенте-дель-Барко, 17-й маркиз де Альменара, 18-й граф де Аранда, 21-й граф де Рибадео, 16-й граф де Пальма-дель-Рио.

1. Супруга — Мария дель Дульче Номбре Фернандес де Кордова и Перес де Баррадас, дочь Луиса Антонио Фернандес де Кордова Фигероа и Понсе де Леон, 15-го герцога де Мединасели, и Анхелы Перес де Баррадас и Бернуй, 1-й герцогини де Дения и Тарифа.

Ему наследовал их сын:
- Альфонсо де Сильва и Фернандес де Кордова (1877—1955), 12-й граф де Сальватьерра, 16-й герцог де Ихар, 15-й герцог де Альяга, 10-й маркиз де Сан-Висенте-дель-Барко, 18-й маркиз де Альменара, 19-й граф де Аранда, 17-й граф де Пальма-дель-Рио, 22-й граф де Рибадео.

1. Супруга — Мария дель Росарио Гуртубай и Гонсалес де Кастехон. Ему наследовала его внучка:

- Мария дель Росарио Каэтана Фитц-Джеймс Стюарт и Сильва (1926—2014), 13-я графиня де Сальватьерра, 18-я герцогиня де Альба, 17-я герцогиня де Ихар, 17-я герцогиня де Альяга, 11-я герцогиня де Бервик, 11-я герцогиня де Лирия-и-Херика, 14-я герцогиня де Монторо, 3-я герцогиня де Архона, 11-я графиня-герцогиня де Оливарес, 11-я маркиза де Сан-Висенте-дель-Барко, 18-я маркиза де Альменара, 18-я графиня де Пальма-дель-Рио.

1. Супруг — Луис Мартинес де Ирухо и Артаскос (1919—1972).
2. Супруг — Хесус Агирре и Ортис де Сапате[исп.] (1934—2011).
3. Супруг — Альфонсо Диес Карабантес[исп.] (род. 1950). Ей наследовал её пятый сын от первого брака:

- Луис Каэтано де Ирухо и Фитц-Джеймс Стюарт (род. 1963), 14-й граф де Сальватьерра, 4-й герцог де Архона.

1. Супруга с 2005 года Женевьева Казанова и Гонсалес (род. 1976). (развод в 2007 году).